# Salives
Salives település Franciaországban, Côte-d’Or megyében. Lakosainak száma 196 fő (2022. január 1.). Salives Minot, Moloy, Frénois, Barjon, Courtivron, Échalot, Fraignot-et-Vesvrotte, Léry, Le Meix és Poiseul-lès-Saulx községekkel határos.

## Népesség
A település népessége az elmúlt években az alábbi módon változott:
| Lakosok száma | 346  | 229  | 180  | 259  | 228  | 217  | 206  | 208  | 207  | 196  |
|               | 1968 | 1982 | 1990 | 2006 | 2013 | 2015 | 2017 | 2019 | 2020 | 2022 |